# Tetraberlinia longiracemosa
Tetraberlinia longiracemosa är en ärtväxtart som först beskrevs av Auguste Jean Baptiste Chevalier, och fick sitt nu gällande namn av Jan Johannes Wieringa. Tetraberlinia longiracemosa ingår i släktet Tetraberlinia och familjen ärtväxter. Inga underarter finns listade i Catalogue of Life.